# Sam Bith
Sam Bith (1 tháng 5 năm 1933 – 15 tháng 2 năm 2008) là viên chỉ huy du kích Campuchia bị kết án giết người theo lệnh của Khmer Đỏ, và là cấp phó cũ của tư lệnh tàn quân Khmer Đỏ Ta Mok.
Ngày 26 tháng 7 năm 1994, Bith và đám phiến quân của ông đã phục kích một đoàn tàu chở ba du khách ba lô – David Wilson người Úc, Mark Slater người Anh và Jean-Michel Braquet người Pháp, với ít nhất mười người Campuchia bị giết trong cuộc tấn công này. Nhóm này còn giam giữ ba người nước ngoài và một số người Campuchia trong "điều kiện khốn khổ" tại căn cứ của phiến quân đóng tại Núi Vine ở tỉnh Kampot, miền nam Campuchia. Họ bị giết ba tháng sau vụ tấn công khi các cuộc đàm phán được chính phủ hậu thuẫn nhằm trả tự do cho họ và khoản tiền chuộc 150.000 đô la Mỹ không thành công.
Đồng đội của Bith là Nuon Paet bị kết án tù chung thân vì vai trò của ông trong vụ này vào tháng 6 năm 1999. Trong phiên tòa, Paet đã làm chứng chống lại Bith với lời tuyên bố rằng Bith, vốn là sĩ quan cấp trên đã ra lệnh cho ông phải giết họ. Vào thời điểm cuộc truy lùng bắt đầu cùng năm đó thì Bith trở thành tướng lĩnh trong Quân đội Hoàng gia Campuchia sau khi đào ngũ khỏi Khmer Đỏ vào năm 1996.
Người ta chỉ tìm ra Bith sau khi có bài báo đăng trên một tờ báo Thái Lan viết về ngôi nhà xa hoa của ông ở Pailin, miền tây Campuchia. Ông bị buộc tội bắt cóc, âm mưu giết người, khủng bố và cướp bóc có chủ đích vào tháng 12 năm 2002 và nhận án tù chung thân. Bith đã tuyên bố mình vô tội trước những lời cáo buộc đó, khẳng định trước tòa rằng lãnh đạo Khmer Đỏ Pol Pot đã cách chức chỉ huy khu vực của ông vài tuần trước khi xảy ra vụ phục kích đoàn tàu. Bith gặp phải vấn đề về sức khỏe một ngày trước khi bị bắt và chính phủ đành chỉ định hai bác sĩ tới chăm sóc ông.
Bith mất ngày 15 tháng 2 năm 2008, hưởng thọ 74 tuổi. Mặc dù chưa đưa ra nguyên nhân chính thức về cái chết này, nhưng vợ ông là Khem Ri cho biết ông vốn mắc "bệnh nặng" với bệnh tiểu đường và cao huyết áp và được đưa đến bệnh viện Calmette trước đó mười ngày. Sam Bith được chôn cất tại một nghĩa trang Hoa kiều ở Battambang, dựa theo dòng máu gốc Hoa của ông.